# Ian Vickers
Ian Vickers (* 1974 Blackburn) je britský reprezentant ve sportovním lezení, mistr Evropy v lezení na obtížnost.
Medaili (bronzovou) získal také na prvním mistrovství světa juniorů 1992 v Basileji v juniorské kategorii v lezení na obtížnost. V této kategorii poté získal britský lezec medaili jen v roce 2011, stříbrnou Edward Hamer.

## Výkony a ocenění

### Závodní výsledky
| Mistrovství světa | Mistrovství světa |
| Rok               | 1993              |
| ----------------- | ----------------- |
| Obtížnost         | 51-57             |

| Světový pohár | Světový pohár    | Světový pohár         | Světový pohár    | Světový pohár    | Světový pohár | Světový pohár       | Světový pohár  |
| Rok           | 1991             | 1992                  | 1993             | 1994             | 1995          | 1997                | 1998           |
| ------------- | ---------------- | --------------------- | ---------------- | ---------------- | ------------- | ------------------- | -------------- |
| Obtížnost     | 0                | 12                    | 9                | 9                | 18            | 12                  | 25             |
| jednotlivě*   | 42-54,-, -,-,-,- | 19-20,25,8, 9-14,7,18 | 23-25,4, 5,-,-,7 | 29-30,6-7, · ,18 | 13,7,-,-      | 9-11,16, 19-20,9,14 | 57-60,6, 33-34 |

- poznámka: nalevo jsou poslední závody v roce

| Mistrovství Evropy | Mistrovství Evropy | Mistrovství Evropy |
| Rok                | 1992               | 1998               |
| ------------------ | ------------------ | ------------------ |
| Obtížnost          | 37-41              | 1                  |

| Mistrovství světa juniorů | Mistrovství světa juniorů |
| Rok                       | 1992                      |
| ------------------------- | ------------------------- |
| Obtížnost                 | 3-4                       |

### Skalní lezení
- [2]